# Ferripirofil·lita
La ferripirofil·lita és un mineral de la classe dels silicats, que pertany al grup de la pirofil·lita-talc. Rep el nom per la seva relació amb la pirofil·lita i el seu contingut en ferro.

## Característiques
La ferripirofil·lita és un silicat de fórmula química Fe3+Si₂O₅(OH). Va ser aprovada com a espècie vàlida per l'Associació Mineralògica Internacional l'any 1978. Cristal·litza en el sistema monoclínic. La seva duresa a l'escala de Mohs es troba entre 1,5 i 2.
Segons la classificació de Nickel-Strunz pertany a «09.EC - Fil·losilicats amb plans de mica, compostos per xarxes tetraèdriques i octaèdriques» juntament amb els següents minerals: minnesotaïta, talc, wil·lemseïta, pirofil·lita, boromoscovita, celadonita, chernykhita, montdorita, moscovita, nanpingita, paragonita, roscoelita, tobelita, aluminoceladonita, cromofil·lita, ferroaluminoceladonita, ferroceladonita, cromoceladonita, tainiolita, ganterita, annita, ephesita, hendricksita, masutomilita, norrishita, flogopita, polilitionita, preiswerkita, siderofil·lita, tetraferriflogopita, fluorotetraferriflogopita, wonesita, eastonita, tetraferriannita, trilitionita, fluorannita, xirokxinita, shirozulita, sokolovaïta, aspidolita, fluoroflogopita, suhailita, yangzhumingita, orlovita, oxiflogopita, brammal·lita, margarita, anandita, bityita, clintonita, kinoshitalita, ferrokinoshitalita, oxikinoshitalita, fluorokinoshitalita, beidel·lita, kurumsakita, montmoril·lonita, nontronita, volkonskoïta, yakhontovita, hectorita, saponita, sauconita, spadaïta, stevensita, swinefordita, zincsilita, ferrosaponita, vermiculita, baileyclor, chamosita, clinoclor, cookeïta, franklinfurnaceïta, gonyerita, nimita, ortochamosita, pennantita, sudoïta, donbassita, glagolevita, borocookeïta, aliettita, corrensita, dozyïta, hidrobiotita, karpinskita, kulkeïta, lunijianlaïta, rectorita, saliotita, tosudita, brinrobertsita, macaulayita, burckhardtita, ferrisurita, surita, niksergievita i kegelita.

## Formació i jaciments
Va ser descoberta al pou Straßen, a la localitat d'Eibenstock, dins el districte d'Erzgebirge (Saxònia, Alemanya). També ha estat descrita a la pedrera Steinerleinbach, a l'estat alemany de Baviera, així com a d'altres localitat de la República Txeca, Itàlia, Suècia, el Kazakhstan, el Brasil i els Estats Units. També se n'ha trobat a l'Atlantis II Deep, la conca submarina més gran del mar Roig amb una profunditat màxima de 2.170 metres; conté salmorra calenta amb temperatures de fins a 56 °C i salinitats set vegades superiors a la de l'aigua de mar normal.